# Albert Darboven

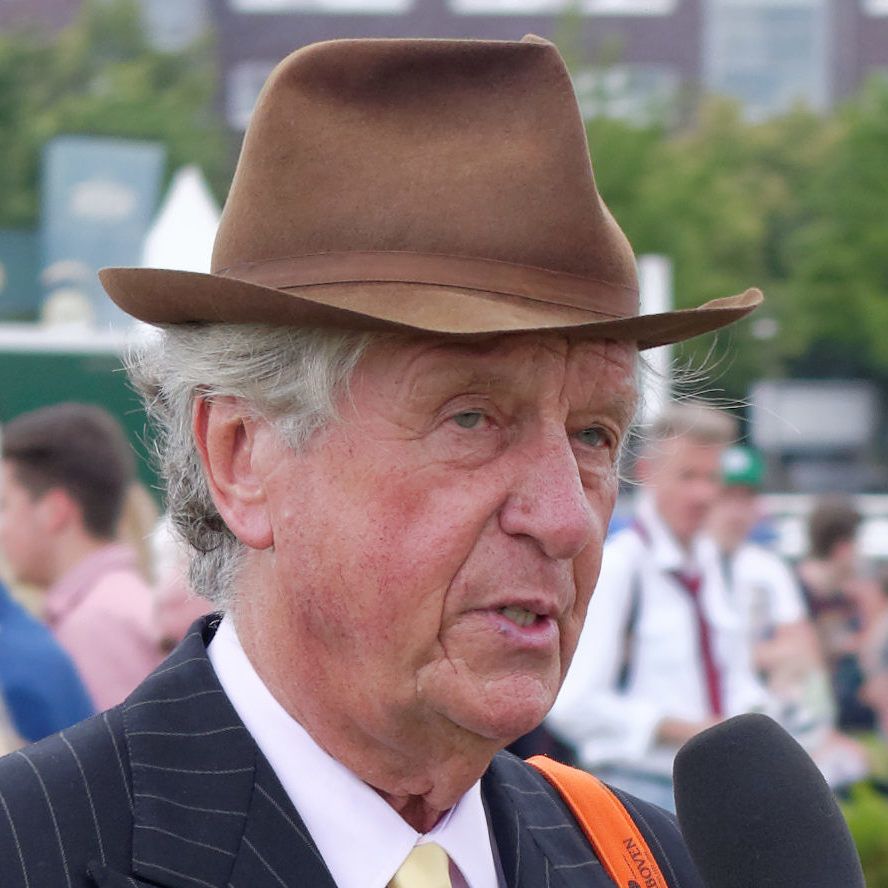
Albert Darboven beim Deutschen Derby 2014

Albert Darboven (geboren als Albert Hopusch, auch Atti oder Addi genannt, * 15. April 1936 in Darmstadt) ist ein deutscher Unternehmer. Er ist u. a. geschäftsführender Inhaber des Kaffeehandelshauses J. J. Darboven GmbH & Co. KG.

## Leben
Der 1936 in Darmstadt geborene gleichnamige Sohn des Chirurgen Albert Hopusch († 1948) und dessen Frau Johanna Margarethe, geb. Wagner, hatte eine Schwester, Marie-Luise, geboren 1937. 1942 wurde er eingeschult; nach der Mittleren Reife am Internat Louisenlund absolvierte er eine Ausbildung zum Außenhandelskaufmann beim Hamburger Kaffeeimporteur Bernhard Rothfos.
1953 wurde er von seinem Großonkel Arthur Darboven und dessen Frau Anna-Maria, die kinderlos waren, adoptiert, damit er deren Familiennamen führen und in die Erbfolge des Familienunternehmens eintreten konnte. 1954 folgten drei weitere Lehrjahre als Einkäufer auf Kaffeeplantagen in El Salvador, Nicaragua und Costa Rica. Dort lernte er seine erste Ehefrau, Inés Alicia de Sola Oppenheimer, die Tochter einer mittelamerikanischen Industriellenfamilie, kennen, mit der er den gemeinsamen Sohn Arthur Ernesto hat.
1966 trat Darboven, gemeinsam mit seinem Cousin Herbert, in die Unternehmensleitung von J. J. Darboven ein. Seit 1973 ist er mit seiner zweiten Frau Edda, geborene Prinzessin von Anhalt, verheiratet. Das Hamburger Abendblatt bezeichnete ihn 1992 in Bezug auf seine Wesensart als „Prototyp eines hanseatischen Kaufmanns“. Die Absicht des Ehepaars, durch Adoption von Darbovens Sports- und Geschäftsfreund Andreas Jacobs, sowohl seinen Sohn als auch seine Neffen an der Fortführung des Familienunternehmens zu hindern und von der gesetzlichen Erbfolge auszuschließen, wurde als Eskalation eines länger währenden Familienzwists gewertet. Ein Hamburger Amtsgericht lehnte die geplante Adoption ab.

## Pferdesport
Bis 2003 war Darboven aktiver Polospieler, seit 1970 züchtet er im eigenen Gestüt Idee am Tinsdaler Heideweg im Hamburger Stadtteil Rissen Englische Vollblüter. Sein größter Erfolg war der Gewinn des Deutschen Derbys 1992 mit dem Königsstuhl-Sohn Pik König. Zwei Monate später musste Darboven das Pferd einschläfern lassen, nachdem es beim Großen Preis von Baden einen Beckenbruch erlitten hatte.
Als sich 2009 kein anderer Sponsor fand und dieses wichtigste deutsche Galopprennen für die Stadt Hamburg verloren zu gehen drohte, sprang Darboven als Finanzier ein. 2010, 2011 und 2014 musste er diese kostspielige Rettungsaktion wiederholen. Im Jahr 2016 wurde Albert Darboven mit dem HansePferd-Erinnerungspreis ausgezeichnet. Er war bis 2020 insgesamt 42 Jahre für den Hamburger Renn-Club (HRC) tätig, unter anderem als stellvertretender Vorsitzender.

## Engagements
Albert Darboven setzt sich in Hamburg ehrenamtlich ein. So übertrug ihm die Hamburger Hafen und Logistik (HHLA) die Patenschaft für die Brooksbrücke, die ehemalige Hauptbrücke zur Speicherstadt. Die im Zweiten Weltkrieg zerstörten Skulpturenportale wurden unter der Schirmherrschaft von Ole von Beust zwischen 2001 und 2006 vom Bildhauer Jörg Plickat in Abstimmung mit dem Hamburger Denkmalschutz neu gestaltet und von Darboven finanziert.
Im November 1995 wurde Darboven als designiertes Mitglied des 1996 einzurichtenden Aufsichtsrats des Hamburger SV vermeldet. Er verzichtete letztlich aber darauf, sich für das Gremium zur Verfügung zu stellen.
1997 stiftete er den mit 65.000 Euro dotierten Idee-Förderpreis, der jungen Unternehmerinnen helfen soll, ihre Geschäftsideen umzusetzen.

## Trivia
Die von Andreas Liebold verkörperte Figur des Herrn Radioven in der Comedy-Rundfunk-Sendung Frühstyxradio stellt eine Parodie auf Albert Darboven dar.